# IC 4591
IC 4591 је рефлексиона маглина са звијездама у сазвјежђу Шкорпија која се налази на листи објеката дубоког неба у Индекс каталогу. Маглину осветљава звезда 13 Sco.
Деклинација објекта је - 27° 55' 40" а ректасцензија 16h 12m 18,0s. IC 4591 је још познат и под ознакама LBN 1096, ESO 451-*N16.